# 胚盤胞

胚盤胞の構造、:en:Endometrium:子宮内膜、:en:Inner cell mass（Embryoblast）:内細胞塊、:en:Trophoblast:栄養膜、Blastocyst cavity（:en:Blastocoele）:卵割腔

胚盤胞（はいばんほう、英: blastocyst）とは、卵割腔形成後から着床前の胚形成初期に形成される構造のことである。
胚の次の形態である胚盤胞は、内細胞塊あるいは胚結節を持ち、外側に外細胞塊あるいは栄養膜(en:trophoblast)が形成される。ヒトの胚盤胞は70-100個の細胞を含有する塊より生じる。内細胞塊は身体のあらゆる細胞に分化する能力を持つことが知られており、再生医療の分野で注目を浴びた。この細胞を取り出し培養したものが、いわゆるES細胞と呼ばれるものである。一方、栄養膜は胎盤や羊膜などの胚外組織に分化していく。
胚盤胞の形成は第5日に始まる。桑実胚の細胞の差次的発現は異なる細胞型の系統変異の原因となると考えられている。例えば、Oct-3/4転写因子は内細胞塊により制御され、Cdx2は栄養膜により制御される。これらの異なる転写因子の発現は細胞の位置関係による結果であり、受精卵の中央に位置する細胞と外部に位置する細胞では異なる環境であり、ゆえに異なる発現が発生する。

## 胚盤胞の形態
胚盤胞は2種の一次細胞から構成される。
- 内細胞塊（Inner cell mass）（胚結節とも呼ばれる）
- 栄養膜（Trophoblast）

この形態は胚性幹細胞に由来し、この後に形成される成体の構造はすべてこの細胞に由来する。

## 引用文献
1. ↑  “UNSW Embryology- Week 1”. 2007年12月30日閲覧。

- en:Prenate